# 林通
林 通（はやし とおる、1948年11月5日 - ）は、岡山県出身の元競艇選手。
弟・貢も元ボートレーサーで、弟子には平子茂がいた。

## 来歴
1967年に26期生としてデビューし、同期には原田順一・古谷猛がいる。若手の頃には村上一行・大森健二・黒明良光と一緒に「岡山ヤング会」を作って、櫃石島で泊まり込みのキャンプなどをやっていた。ステディな取り口で安定感があった弟・貢とは対照的に、一発屋で大勝負に強かった。
1975年には住之江の第22回全日本選手権競走で佐賀と九州を牽引した松尾泰宏・瀬戸康孝を破って四大特別競走・SG級レース初制覇、1983年には平和島の第30回全日本選手権競走で中道善博・長嶺豊を破って8年ぶりのSG2勝目とダービー2勝目を挙げた。
1975年は野中和夫がフライングによる不調で彦坂郁雄と共倒れし、林が全日本選手権競走を制したほか、北原友次が第2回笹川賞競走（常滑）と第21回モーターボート記念競走（下関）を制し、石原洋が第10回鳳凰賞競走（下関）を制して岡山勢が四大特別競走を独占した。
腰を悪くして、平成に入ってからは貢の方が活躍したが、1994年には住之江で行われた第4回GC決定戦競走で優出。優勝戦では進入は早々と2枠三角哲男が6コースへ回り、3枠井上利明が1枠立山一馬と1コースを競り、100m起こしを余儀なくされた314652となる。3コースを確保した高山秀則が絶好のカド位置に着けたが、高山が起こしを完全にしくじり、ホーム水面に置いていかれた。あわや出遅れ返還寸前のコンマ98で、2コース立山がまくりを敢行し、それに併せる井上の2人がそのまま流れていく。高山の出遅れで1マークまでぽっかり開いた4コース林が差しを楽に決め、そのまま2艇の内側を突き抜けた。しかし、林も、最初から遅れ差しに構えていた吉田稔もまたターンマークを大きく外す旋回をしてしまっていた。林と吉田の最内をいちばん遅く旋回を始めた三角が、まるで先行艇すべてがターンマークを外すことが分かっていたかのような全速の最内差しを決める。1周バックの時点では林も立山も三角が最内を突いて伸びてきていることに気付かず、お互いを牽制しあうレースをしていた。三角はそれを横目に2マークを先取りし、2周ホームで立山を捌いた林であったが、三角との一騎討ちをすることもできず、伸び型モーターの三角に1艇身の差を付けられ勝負ありの形になった。そのまま大きな問題もなく、三角が6コースからの最内差しから林を2マークまでにケリをつけSG初優勝に輝いた。地元・児島開催となった第40回モーターボート記念競走では松尾泰宏・幸長以来の兄弟SG優出を果たし話題になったが、優勝は同じ地元の関忠志であった。通は4着、貢は5着に終わった。
1998年には7月に5日・若松一般戦「西日本スポーツ杯争奪戦」、15日・大村一般戦「諌早市長杯争奪組合30周年記念競走」、30日・丸亀一般戦「日本モーターボート選手会会長杯」と3度優勝するなど計6回の優勝を決め、2000年8月16日のびわこ一般戦「第5回びわこカップ競走」で最後の優勝（1号艇1コースから逃げ切り）を果たす。
2004年9月26日の芦屋「一般競走」が最後の優出となり、4号艇4コース進入で結果は5着に終わる。2005年2月7日の戸田一般戦「第20回日本モーターボート選手会会長賞」最終日9Rが最後の出走となり、6号艇5コース進入からまくりを決めて、最後の勝利となる通算2196勝目を挙げた。同年引退。
2007年、ボートレース殿堂マイスター入りを決めた。2012年には貢も殿堂マイスター入りを決めており、兄弟での選出となった。

## 獲得タイトル
- 1975年 - 第22回全日本選手権競走（住之江）
- 1976年 - 宮島開設22周年記念競走
- 1983年 - 第30回全日本選手権競走（平和島）
- 1988年 - 常滑開設35周年記念「全国争覇特別競走」
- 1989年 - 江戸川開設34周年記念競走